# Chiproviceni
Chiprovicenii erau bulgari catolici de origine săsească proveniți din Ciprovaț și Cobilovaț. 
Prima emigrare a acestei populații în România datează din 1638 pe timpul domniei lui Matei Basarab. Misionarul catolic Giovanni-Battista del Monte menționează că, pe timpul lui Șerban Cantacuzino (1678-1688) erau în Țara Românească 100 de negustori chiproviceni. 
Asimilați de-a lungul timpului de populația dominantă din jur, dar păstrându-și religia, aceștia se răscoală în 1688 împotriva turcilor dar sunt înfrânți și o parte din ei sunt nevoiți să se refugieze în Muntenia unde era domnitor Constantin Brâncoveanu. În perioada cât Oltenia a fost ocupată de austrieci (1718-1739) ei erau grupați în trei localități: Craiova, Râmnic și Brădiceni.
Breasla negustorilor chiproviceni avea fixată de către vel seamă o dare specială la visterie. Ea era, la 3 decembrie 1693 de 250 de ughi sau galbeni.